# Эдип (Эсхил)
«Эдип» (др.-греч. Οἰδίπους) — трагедия древнегреческого драматурга Эсхила, вторая часть «Эдиподии» — тетралогии, написанной в 467 году до н. э. на основе фиванских мифов. Её текст полностью утрачен.

## Сюжет и судьба пьесы

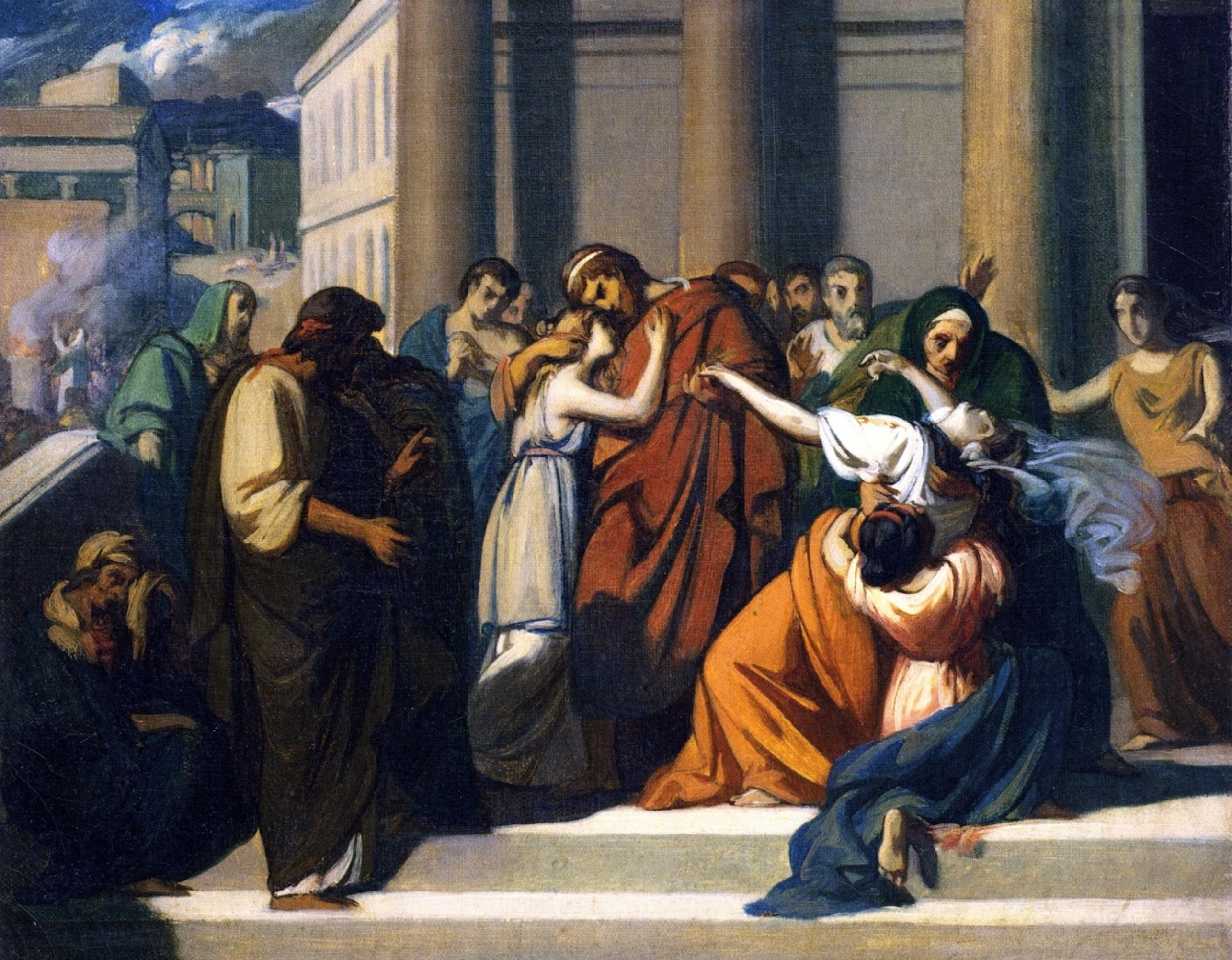
Прощание Эдипа с Иокастой. Картина Александра Кабанеля

«Эдип» стал второй частью цикла пьес, посвящённого мифу о царе Фив Эдипе. Точной информации о сюжете этой трагедии в сохранившихся источниках нет. Предположительно там происходят те же события, что и в «Царе Эдипе» Софокла: заглавный герой узнаёт о том, что совершил по неведению страшные преступления — отцеубийство и кровосмешение. У Эсхила появляется новый для литературы той эпохи мотив: именно Иокаста, мать и жена Эдипа, оказывается матерью его детей.
Кроме «Эдипа», в состав «Эдиподии» вошли трагедии «Лаий» (первая часть, в которой предположительно герой убивает отца и женится на матери) и «Семеро против Фив» (третья часть, где сыновья Эдипа воюют за власть), а также сатировская драма «Сфинкс», в которой молодой Эдип разгадывает загадку Сфинкс. Тетралогия была впервые поставлена на сцене в 467 году до н. э. и заняла в состязании первое место. Несмотря на такой успех, только одна пьеса («Семеро против Фив») сохранилась полностью. Тексты остальных произведений утрачены, и от «Эдипа» не сохранилось ни одного фрагмента. Впрочем, существует гипотеза о том, что отрывок из рассказа вестника о гибели Лаия может относиться к этой пьесе, а не к первой части тетралогии: «…проезжею дорогою // Достигли мы трехпутья, у которого // Три колеи встречаются потнийские…».
Впоследствии тот же сюжет использовали Софокл (трагедия «Царь Эдип») и Еврипид (трагедия «Эдип»).